# والدمار کریستوفر نیلسن
والدمار کریستوفر نیلسن (انگلیسی: Valdemar Christoffer Nielsen; ۲۱ سپتامبر ۱۸۹۳ – ۱۶ مهٔ ۱۹۷۲) دوچرخه‌سوار اهل دانمارک بود.